# Chexbres
Chexbres är en ort och kommun  i distriktet Lavaux-Oron i kantonen Vaud, Schweiz. Kommunen har 2 229 invånare (2023).